# HD 35407
HD 35407，又名BD+02 947，SAO 112729、HR 1786，是一颗恒星，视星等为6.32，位于銀經200.48，銀緯-18.07，其B1900.0坐标为赤經5h 19m 23.4s，赤緯+2° -18.07′ 40″。